# Leprecauno

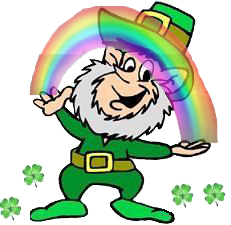

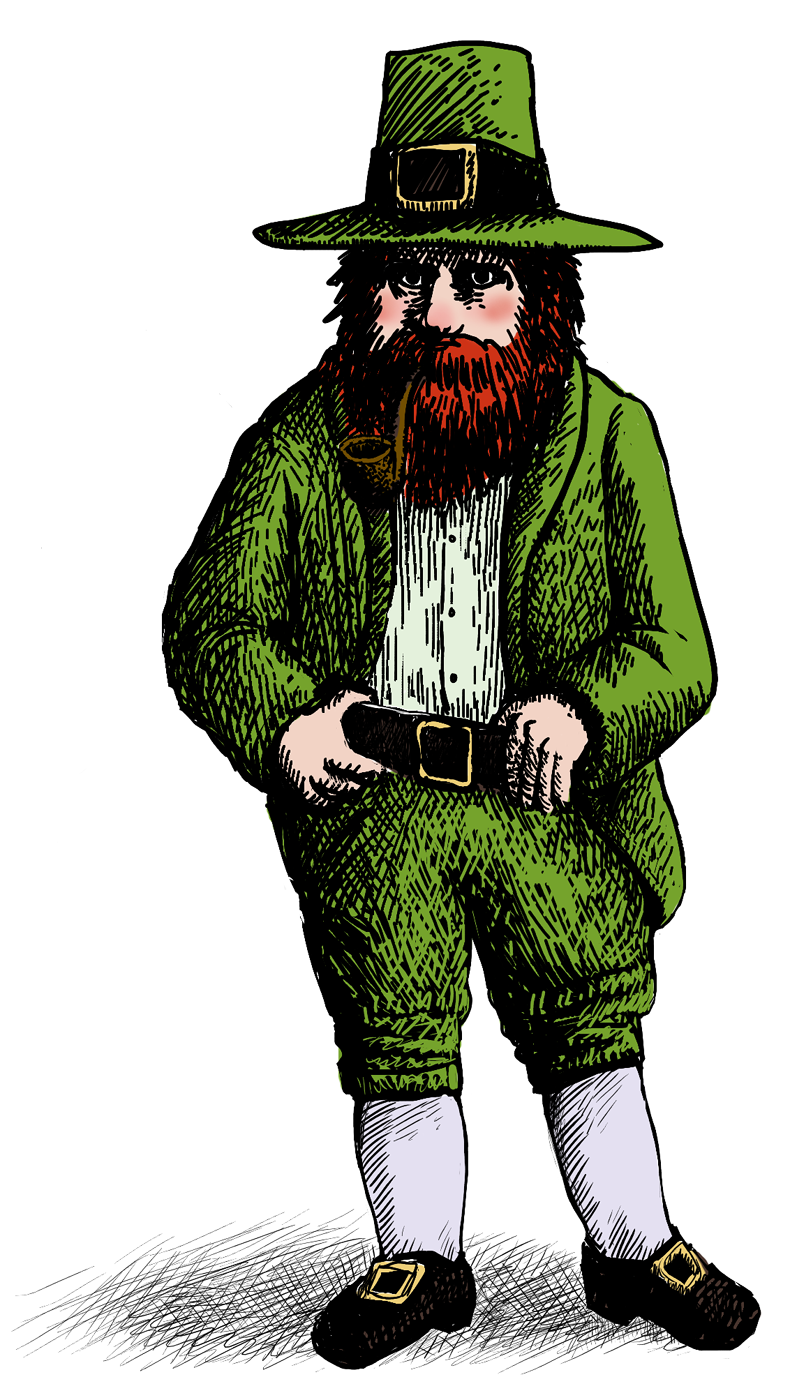
Rappresentazione tipica del leprecauno secondo la cultura popolare del XX secolo.

Il leprecauno (anche leprocauno, leprecano o lepricano; in irlandese leipreachán o luchorpán; in inglese leprechaun) è una sorta di gnomo tipico del folclore e della mitologia irlandesi. Il sostantivo è talvolta reso in italiano con gnomo irlandese o, più genericamente, folletto.

## Etimologia del nome

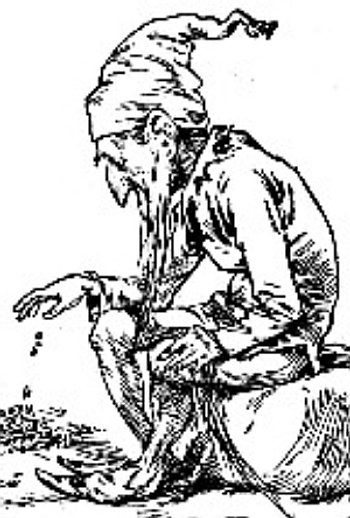
Un leprecauno conta il suo oro in un'incisione del 1900 circa.

Ci sono diverse teorie sull'etimologia del nome.
- Una delle maggiormente accreditate dice che deriva dal gaelico moderno, dove la parola leipreachán significa "piccolo spirito", a sua volta derivato da luchorpán, cioè "spiritello acquatico". Si ritiene che quest'ultima parola significhi anche "mezzo corpo" o "piccolo corpo" in quanto sono considerati come parzialmente fisici e parzialmente spirituali (questa è l'etimologia accettata dal Collins English Dictionary).
- Un'alternativa (data dall'Oxford English Dictionary) lo fa derivare da leath bhrógan, cioè "ciabattino", perché queste creature sono spesso rappresentate nell'atto di riparare scarpe e sono considerate "calzolai fatati" d'Irlanda.
- Un'altra provenienza del termine potrebbe essere da luch-chromain, "piccolo storpio Lugh", dove Lugh è il nome del capo del mitico popolo gaelico dei Túatha Dé Danann.

La parola Leprechaun compare per la prima volta nella lingua inglese nel 1604 nell'opera di Thomas Middleton e Thomas Dekker The Honest Whore, come lubrican. Nell'opera stava a indicare un tipo di spiritello anche se non era strettamente legato alla mitologia irlandese.
che con inverosimili incantesimi ha stimolato la tua lussuria»
(Thomas Middleton e Thomas Dekker, The Honest Whore)
Con i secoli nella lingua inglese sono state identificate alcune grafie alternative, come leprechawn, lepracaun o lubberkin.

## Folclore

### Origini
I leprecauni sono considerati parte del "popolo delle fate" e la tradizione vuole che abitassero l'isola prima dell'arrivo dei Celti. Per questo sono spesso associati a luoghi dove sono presenti i cosiddetti "anelli magici", luoghi spesso caratterizzati dai ruderi di costruzioni di epoca pre-celtica.

## Caratteristiche
Nell'iconografia classica vengono rappresentati come uomini anziani, dediti alle burle e agli scherzi. Si dice che non possano scappare se li si guarda fissi, ma se ci si distrae svaniscono immediatamente. Sono spesso dipinti come creature innocue e schive, che vivono in solitudine in località sperdute, sebbene alcuni credano che vivano in compagnia di altri spiritelli. Il loro passatempo è costruire scarpe per il popolo delle fate e per sé stessi. Nonostante siano esseri sostanzialmente solitari, si ritiene che siano capaci di ottima conversazione.

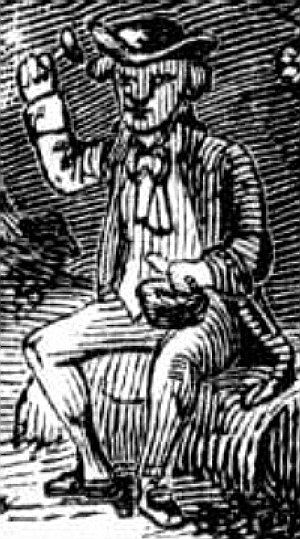
Un leprecauno mentre suola delle scarpe, in un'incisione del 1858. In precedenza l'immagine dei leprecauni era meno omogenea.

Tra le credenze più diffuse c'è quella secondo cui, come gli gnomi, siano estremamente ricchi e che siano soliti occultare tesori in località nascoste, rivelate solo a coloro che riescono a catturare e interrogare il leprecauno con domande specifiche. Si dice che abbiano numerosi tesori seppelliti durante i periodi di guerra. Se catturati, spesso acconsentono a rivelare l'ubicazione delle loro ricchezze, ma in seguito trovano il modo di confondere chi ha ottenuto questa informazione e salvare il proprio oro in extremis. All'occasione, infatti, sanno essere subdoli e scaltri, con una mente acuta: molti racconti presentano storie di eroi umani superati in arguzia da queste creature. In Irlanda sostengono che, quando in cielo appare un arcobaleno, a una delle sue basi sia sepolto uno dei loro tesori. Un modo come un altro per dire che questi tesori sono introvabili.
Alcune storie comuni sono le seguenti:
- Un contadino (o un ragazzo) cattura un leprecauno e lo obbliga a rivelargli la posizione del tesoro nascosto. Il leprecauno gli assicura che il tesoro è seppellito in un campo dietro una particolare pianta. Il contadino lega un nastro rosso alla pianta e strappa alla creatura la promessa che non toglierà il nastro, poi va a prendere un badile. Al suo ritorno vede che ogni albero nel campo ha un nastro identico, rendendo impossibile il recupero del tesoro.
- Una ragazza trova un leprecauno e ottiene di sapere dove si trova il tesoro. Lo prende in mano e si fa guidare sul posto, ma all'improvviso sente un rumore alle sue spalle. Il leprecauno le urla di scappare, perché è inseguita da un nugolo di vespe, ma appena la ragazza si volta, lo spiritello sparisce nel nulla.

In altre storie si dice che cavalchi i cani da pastore nella notte, lasciandoli stremati e sporchi la mattina dopo.

### Aspetto
Il leprecauno in origine aveva diverse caratteristiche a seconda della zona di provenienza delle opere. Prima del XX secolo era solitamente vestito di rosso, non di verde. Altra caratteristica tipica dei leprecauni è la borsa che portano a tracolla, che contiene un unico scellino che ricompare subito dopo essere stato speso.
Samuel Lover nel 1831 lo descriveva come:
William Butler Yeats, nella sua opera del 1888 dal titolo Fairy and Folk Tales of the Irish Peasantry ("Racconti di fate e folletti dei contadini irlandesi") descrive così i leprecauni:
In un poema intitolato The Lepracaun; or, Fairy Shoemaker ("Il leprecauno, calzolaio delle fate"), il poeta irlandese del XIX secolo William Allingham descrive i lepricani come:

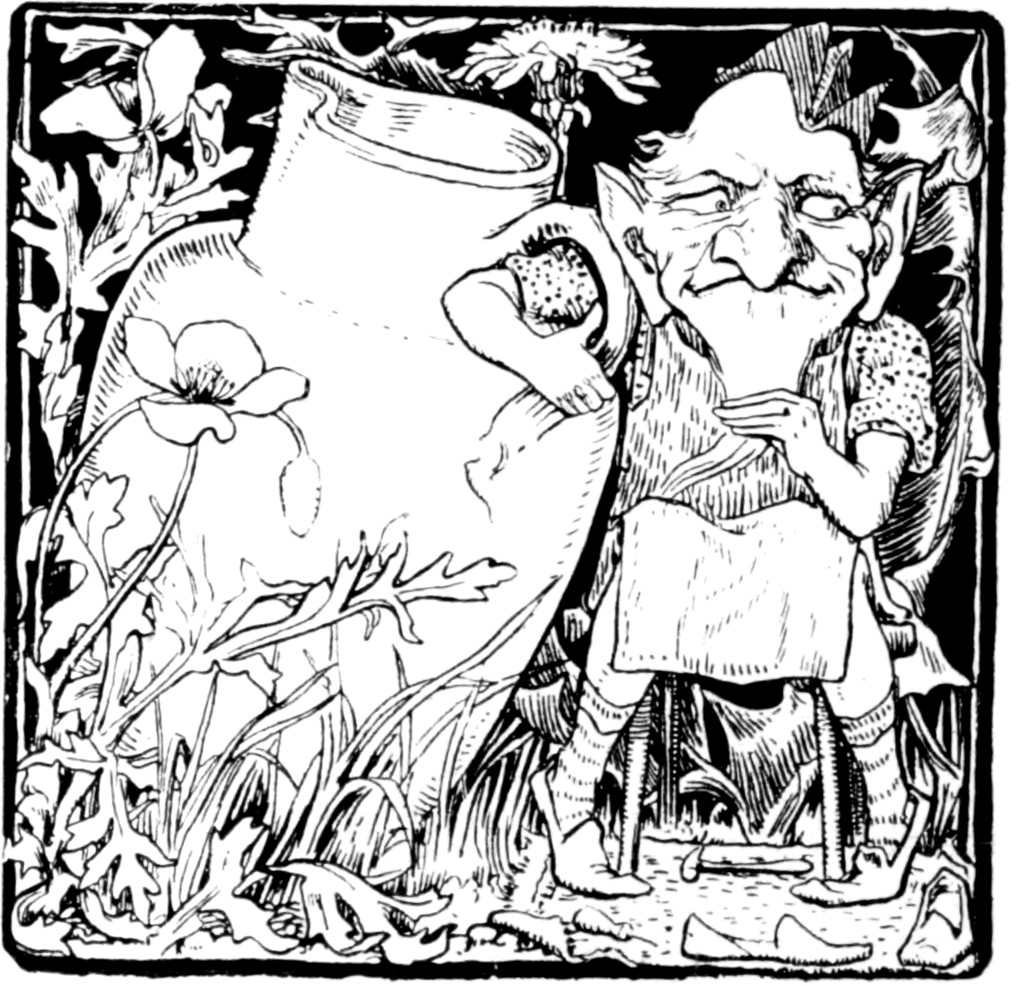
Un clurichaun con un boccale di vino. Il clurichaun è spesso confuso con il leprecauno.

…un elfo barbuto, rugoso e raggrinzito
Occhiali infilati sul naso a punta,
Fibbie d'argento alle braghe,
Grembiale di cuoio - Una scarpa sulle ginocchia»
Alcuni commentatori attribuiscono ad Allingham la traccia iniziale per l'immagine odierna di queste creature.
Lo stereotipo moderno di queste creature è praticamente invariabile: è quello di un uomo alto meno di un metro, con una giacca a falde di colore verde smeraldo, che indossa un cappello a tricorno o un cilindro, un grembiule da lavoro in pelle, un panciotto di lana, pantaloni alla zuava, calze al ginocchio, scarpe di pelle con fibbie d'argento e redingote. Ha la barba, fuma la pipa e sembra essere un calzolaio.

### Creature affini
Il leprecauno è accomunato al clurichaun e un'altra creatura chiamata far darrig dall'abitudine di essere un solitario. Alcuni scrittori scambiano tra loro queste creature, per raggiungere un pubblico maggiore. Il clurichaun è considerato spesso semplicemente un leprecauno alticcio. Nella mitologia folclorica europea il leprecauno può essere accostato al brownie dei territori inglesi, al tomte scandinavo. 
In Italia ha delle similitudini con lo gnometto ischitano, il mazzamurello marchigiano, il mazzemarill in Abruzzo e Molise, lo scazzamurrieddhru nell'area ionico-salentina, lo scazzamauriello nell'area campana e il munaciello in Irpinia.

## Letteratura e media

### Letteratura
I leprecauni appaiono raramente nelle fiabe, e in quasi tutti i casi queste storie si incentrano su un eroe umano. Le storie sui leprecauni sono solitamente corte e collegate a particolari nomi e zone geografiche. Sono state tramandate per mezzo orale, e si caratterizzano per essere solitamente legate a situazioni informali, nonostante permanga una certa ritualità in questo tipo di racconti.
Opere a trattare di queste figure sono:
- Artemis Fowl, di Eoin Colfer;
- American Gods di Neil Gaiman;
- Il testo originale di Herminie Templeton Kavanagh, su cui è stata basata Darby O'Gill and the Little People;
- La trilogia di Alosha, di Christopher Pike;
- Harry Potter e il calice di fuoco, di J. K. Rowling, i leprecauni (chiamati Lepricani nella versione italiana) sono le mascotte della nazionale irlandese di Quidditch e sono descritti come "omiciattoli con la barba e grembiuli rossi";
- Nel libro de Le cronache di Spiderwick è presente un leprecauno, di nome Allister Sassofrasso;
- Si è ipotizzato che il personaggio di Tom Bombadil creato dallo scrittore inglese J.R.R. Tolkien fosse ispirato alla figura del leprecauno.

### Media
Film, televisione, cartoni animati e pubblicità hanno reso popolare una immagine specifica del leprecauno, che ha solo una vaga somiglianza con quello della cultura irlandese.
L'immagine del leprecauno vestito di verde è particolarmente forte negli Stati Uniti, dove ha vari utilizzi, commerciali e non, tra i quali quello di mascotte della Festa di San Patrizio.
L'uso nei film è frequente. Ricordiamo solo:
- Il film di Walt Disney Darby O'Gill e il re dei folletti (Darby O'Gill and the Little People, 1959) narra delle disavventure di un vecchio irlandese che tenta di superare in astuzia il leprechaun king (nel film recita, tra l'altro, un giovanissimo Sean Connery).
- Alcuni cartoni animati come Droopy Leprechaun di Michael Lah.
- Alcuni episodi della serie animata I Puffi
- Un episodio della serie DuckTales - Avventure di paperi
- Un episodio della serie Cip & Ciop agenti speciali
- Alcuni film horror della serie fra cui Leprechaun di Mark Jones (1993) con Warwick Davis e Jennifer Aniston a cui sono seguiti altri sequel come Leprechaun 2 (1994) di Rodman Flender, Leprechaun 3 (1995) e Leprechaun 4 - Nello spazio (1997) di Brian Trenchard-Smith, Leprechaun 5 (2000) di Rob Spera, Leprechaun 6 - Ritorno nel ghetto (2003) di Steven Ayromlooi, Leprechaun: Origins (2014), di Zach Lipovsky e Leprechaun Returns (2018), di Steven Kostanski.
- Film fantasy come A Very Unlucky Leprechaun (1998) di Brian Kelly e The Last Leprechaun (1998) di David Lister.
- Nella miniserie fantasy The Magical Legend Of The Leprechauns (1999).
- Nel telefilm Streghe appaiono in alcuni episodi.
- Nel wrestling abbiamo Hornswoggle, che è spesso l'accompagnatore dell'irlandese Finlay.
- Un leprechaun appare pure in diverse puntate de I Simpson.
- Potrebbe essere ispirato ai leprecauni il personaggio di Glomer nella versione animata di Punky Brewster, essendo venuto da un mondo "oltre l'arcobaleno", secondo cui in alcune superstizioni i leprecauni nascondono i loro tesori.
- Lo stesso genere di creatura aiuta una volta i protagonisti di Filmation's Ghostbusters, contro una banshee.
- È chiaramente ispirato ai Leprecauni l'aspetto del professor Wizgiz del franchise Winx Club.
- Nella sesta serie del telefilm Supernatural un leprecauno viene mostrato come il capo delle fate, talmente potente da potere annullare il potere della gabbia, che contiene gli arcangeli Lucifero e Michele, per potere liberare l'anima di Sam.
- Nella serie televisiva American Gods è interpretato dall'attore Pablo Schreiber.
- Nel videogioco Call of duty: WWII come evento speciale dell'aggiornamento "Trifoglio Celtico"
- Nell'episodio 3x08 di American Horror Stories intitolato Leprecauno

### Pubblicità e loghi
- Mascotte della University of Notre Dame di South Bend, in Indiana;
- logo dei Boston Celtics, squadra di basket della NBA a sottolineare le radici irlandesi;
- simbolo dei Wagga Brothers, squadra australiana di rugby;
- cereali da colazione Lucky Charms;
- l'ex chitarrista dei Deep Purple, Ritchie Blackmore, spesso si vestiva da leprecauno per le foto promozionali o per i concerti dal vivo.

Secondo molti irlandesi, l'immagine dei leprecauni popolarizzata dai mass media tende a corrispondere a una raccolta di stereotipi (non raramente offensivi) sull'Irlanda e a una banalizzazione della sua cultura.

### In politica e nei modi di dire
Nella politica irlandese, i leprechaun sono spesso usati per riferirsi agli aspetti stucchevoli dell'industria del turismo. Per esempio il presidente irlandese John A. Costello in un discorso all'Oireachtas (il parlamento) nel 1963 disse:
I leprecauni sono stati usati anche in barzellette e satire sull'irresponsabilità dei politici, dicendo che qualcuno aveva trovato una pentola d'oro o che avrebbe chiesto a un leprecauno di risolvere i problemi economici.
Il termine lingua da leprecauno (leprechaun language), viene a volte usato dagli Unionisti dell'Irlanda del Nord, come dispregiativo per la lingua irlandese.

### Musica
- Un leprecauno appare nella canzone Father O'Blivion dell'album Apostrophe (') di Frank Zappa.
- Un intero album di Chick Corea è intitolato The Leprechaun, "Il Leprecauno".